# Mourachonne
 (septembre 2017).
La Mourachonne est une rivière française dans le département des Alpes-Maritimes, en région PACA, et un affluent en rive gauche du fleuve côtier la Siagne.

## Géographie
La longueur de son cours d'eau est de 14 km. La Mourachonne prend sa source, à l'altitude 380 mètres, sur la commune de Grasse, près des lieux-dits les Roumégons et Magagnosc, à la limite du Pré du Lac sur la commune de Châteauneuf-Grasse. Pour l'Institut national de l'information géographique et forestière, la Moucharonne s'intitule dans sa partie haute Grand Vallon. La source est juste en dessous de la route Napoléon et au sud-est des contreforts des Plateau de Calern et Plateau de Caussols, à l'est du Bois de la Marbrière.
La Mourachonne rejoint la Siagne sur la commune de Pégomas, à l'altitude 18 mètres, près du lieu-dit Le logis et du canal du Bréal, en face du camping les Mimosas et du vallon de Cabrol.

### Communes et cantons traversés
Dans le département des Alpes-Maritimes, la Mourachonne traverse trois communes et trois cantons :
- dans le sens amont vers aval : Grasse (source), Mouans-Sartoux, Pégomas (confluence).

Soit en termes de cantons, la Mourachonne prend sa source sur le canton de Grasse-Nord, traverse le canton de Mougins et conflue sur le canton de Grasse-Sud, le tout dans l'arrondissement de Grasse.

### Bassin versant
Le bassin versant de la Mourachonne est de 43,02 km2 de superficie. Les bassins versants voisins sont à l'ouest la Frayère d'Auribeau -42,89 km2-, au sud la Siagne et la Frayère, au nord, le Loup, à l'est la Brague.

### Organisme gestionnaire
L'organisme gestionnaire est le SIVU Haute Siagne ou Syndicat intercommunal et interdépartemental à Vocatiuon Unique de la Haute Siagne.

## Affluents
La Mourachonne a trois affluents contributeurs référencés :
- le vallon de Saint-Christophe, 6,2 km (rd[note 1]), prend sa source à Le Bar-sur-Loup et conflue sur Grasse.
- le riou Blanquet, 2 km (rd), entièrement sur Grasse.
- le Canal de la Siagne, 41,8 km (rd et rg).

### Rang de Strahler
Le rang de Strahler est donc de deux.

## Aménagements et écologie
La Mourachonne passe aussi en dessous de la Pénétrante Grasse-Cannes, la route départementale D6185, sortie de l'autoroute la Provençale ou autoroute française A8, vers Grasse.